# Histoire de Barranquilla
Pour un article plus général, voir Barranquilla.
Vous lisez un « bon article » labellisé en 2016.

Armes actuelles de la ville de Barranquilla.

L'histoire de Barranquilla commence vers 1629, année probable de sa fondation, bien plus tardive que celle de la plupart des autres villes colombiennes qui datent du début de la période coloniale.
À ses débuts, la population de Barranquilla croît lentement ; elle est notamment composée d'artisans, de navigateurs, de transporteurs et de commerçants. Durant la période coloniale, la ville connaît une grande activité commerciale liée à une lucrative contrebande. Dès la fin du XVIIIe siècle, elle acquiert de l'importance en tant que port fluvial grâce à sa situation géographique ; elle capte une part importante du commerce au détriment de ports plus petits. Elle est déclarée villa le 7 avril 1813 par le gouverneur de l'État libre de Carthagène des Indes, Manuel Rodríguez Torices, avant d'obtenir le rang de ville en 1857. Durant la deuxième moitié du XIXe siècle et la première moitié du XXe siècle, elle se développe considérablement dans tous les domaines, tant au niveau démographique qu'au niveau économique, devenant la troisième ville industrielle du pays. En Colombie, elle est d'ailleurs considérée comme la pionnière dans divers secteurs tels que l'aviation, les services publics ou encore les projets d'urbanisation.
Le déclin de Barranquilla s'amorce dans les années 1940 et 1950, son port devant faire face à l'essor de celui de Buenaventura. À partir des années 1950, elle est plongée dans une période d'instabilité politique. La ville est en butte à une paupérisation de ses services publics, à la corruption et à une grave crise financière, ainsi qu'à de sérieuses carences dans les secteurs de la santé et de l'éducation. Durant la première décennie du XXIe siècle, Barranquilla amorce un renouveau, tant au niveau de l'urbanisation que sur les plans politiques et économiques.

## Origines de Barranquilla

### Une ville sans histoire
En 1940, l'écrivain espagnol Ramon Vinyes écrit dans le journal El Heraldo que Barranquilla « a une existence inexistante ». Par la suite, plusieurs autres personnalités telles qu'Álvaro Cepeda Samudio en 1948, Alfonso Fuenmayor en 1953 ou encore Marvel Moreno, en 1987, dans l'épilogue de son roman En diciembre llegaban las brisas, appuient cette affirmation. En mars 1955, Gabriel García Márquez, prix Nobel de littérature 1982, qui n'est encore qu'un jeune journaliste d'El Espectador, écrit dans l'article Reportaje sobre Bocas de Ceniza que « Barranquilla est une ville sans histoire »,. Ces déclarations s'appuient sur le fait qu'il existe peu de documents écrits sur le passé de Barranquilla jusqu'en 1987, année où une série de livres et d'articles est publiée afin de commencer à retranscrire l'histoire de la ville. En effet, jusqu'alors, seuls trois livres traitant de ce sujet avaient été écrits par des auteurs sans formation académique,. À l'époque, les principaux textes historiques sur Barranquilla sont la description du lieu où se situe dorénavant la ville par Gonzalo Fernández de Oviedo y Valdés en 1533, l'œuvre de Juan José Nieto intitulée Geografía histórica, estadística y local de la Provincia de Cartagena, República de la Nueva Granada descrita por cantones, publiée en 1839, et les travaux de Domingo Malabet, parus en 1878 sous le titre Resumen histórico de los terrenos del distrito de Barranquilla. On peut y ajouter la thèse de l'historien nord-américain Theodore Nichols, Tres puertos de Colombia: Cartagena, Barranquilla y Santa Marta, datant de la fin des années 1940, considérée comme le premier travail historique couvrant la période allant de 1850 à 1950.

### Premiers peuplements
Quelques pointes de flèches datant de l'époque paléoindienne (20000 av. J.-C. à 7000 av. J.-C.) ont été trouvées sur l'actuel territoire de Barranquilla. Les premières tentatives de vie en communauté n'apparaissent cependant que plus récemment, entre 7000 av. J.-C. et 1200 av. J.-C. Durant cette période, appelée période préclassique (ou période formative), les groupes sociaux aborigènes adoptent un mode de vie semi-sédentaire, habitent dans des malocas (maisons communautaires) et pratiquent l'horticulture et l'agriculture. L'existence d'indigènes qui, aux alentours de 2500 av. J.-C., vivaient de la pêche et de la collecte de mollusques a également été attestée : des restes de coquillages, de mollusques et de céramiques datant du préclassique ancien ont été retrouvés. Non loin, sur le site archéologique de Puerto Hormiga, situé à proximité de l'actuel canal del Dique, d'autres vestiges d'une culture aborigène de la même époque dont l'économie était elle aussi basée sur la pêche et la récolte de mollusques ont été mis au jour. Lors de recherches menées à Puerto Hormiga, l'anthropologue et ethnologue Gerardo Reichel-Dolmatoff a comparé les techniques d'élaboration et de décoration de la céramique à celles retrouvées sur les sites de Bucarelia (situé près de Zambrano), de Barrancas et de Rancho Peludo (situés au nord du Venezuela). Il découvre à cette occasion qu'il y a des similitudes entre ces quatre sites, montrant ainsi qu'il existait des relations et des influences mutuelles entre ces différents peuples précolombiens. La culture de racines fait son apparition aux environs de 1000 av. J.-C., indiquant une vie plus sédentaire.

### Découverte du territoire
Contrairement à d'autres villes colombiennes telles que Bogota et Carthagène des Indes, Barranquilla n'a pas été fondée lors de la période coloniale espagnole et n'est pas située sur un site précolombien. L'actuel territoire de Barranquilla est mentionné pour la première fois en 1533 par Gonzalo Fernández de Oviedo y Valdés alors que les côtes colombiennes ont été abordées pour la première fois en 1499 par l'Espagnol Alonso de Ojeda,.

### Origines de la fondation de Barranquilla

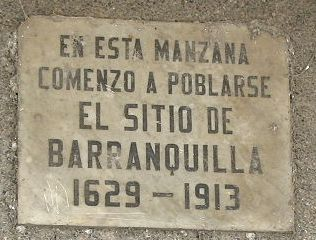
Plaque du site des premières habitations de Barranquilla.

Dans son ouvrage Geografía histórica, estadística y local de la Provincia de Cartagena, República de la Nueva Granada descrita por cantones publiée en 1839, Juan José Nieto écrit que l'année de fondation de Barranquilla est 1629 mais sans apporter de preuves,. C'est par les travaux de l'historien Domingo Malabet, intitulés Resumen histórico de los terrenos del distrito de Barranquilla, publiés en 1878 par le journal El Promotor, que se popularise la version selon laquelle Barranquilla a été fondée en 1629 par des agriculteurs de Galapa qui auraient suivi jusqu'en ces terres leur bétail assoiffé lors d'une sécheresse. D'après l'auteur, ces agriculteurs seraient montés avec leurs vaches vers le nord à la recherche d'eau, atteignant un lieu appelé « Las Sabanitas de Camacho » entouré de bras d'eau et qui se peuplera au fil du temps. Selon d'autres écrits de Malabet sur les origines de Barranquilla, datant de 1891 et intitulés Barranquilla: su pasado y su presente, la fondation de la ville remonterait en fait aux alentours des années 1620. 
Dans son livre El Norte de Tierradentro y los Orígenes de Barranquilla publié en 1987, l'historien José Agustín Blanco Barros expose une nouvelle approche concernant la fondation de la ville. Selon lui, ce ne sont ni les habitants de Galapa, une localité colonisée par les Espagnols en 1533, ni les Espagnols eux-mêmes qui ont fondé Barranquilla au contraire d'autres villes colombiennes. S'appuyant sur diverses chroniques espagnoles, dont celles de Gonzalo Fernández de Oviedo y Valdés racontant la rencontre d'un peuple d'indiens par Pedro de Heredia en 1533, il affirme qu'il y avait un village d'indiens appelés « Camacho » dans la zone située entre la Vía 40 et le quartier de San Roque de l'actuelle Barranquilla. Dès 1560, ce qui restait de ce peuple serait parti pour Galapa. Par la suite, l'endroit aurait été peuplé par des personnes qui, à l'époque coloniale, étaient considérées comme libres, c'est-à-dire ni esclaves ni indigènes mais des métis, des mulâtres et des zambos. Puis, entre 1627 et 1637, l'encomendero de Galapa, Nicolás de Barros, aurait construit, à l'emplacement de l'actuelle place Saint-Nicolas, une hacienda pour y stocker les productions d'un troupeau qui serait venu jusque-là, apparemment en raison d'une sécheresse. Selon l'analyse faite par Jorge Villalón, la tradition aurait ainsi confondu l'installation de l'hacienda Saint-Nicolas avec la fondation de la ville.

## XVIIIesiècle: la période coloniale

### Une population qui croît lentement
Au début du XVIIIe siècle, Barranquilla compte 160 habitations pour un peu plus de 1 000 habitants, composés de blancs, d'indiens, de mulâtres et de zambos. Selon le recensement de 1777, il y a 2 633 habitants et 384 habitations, en incluant Sabanilla, ses 43 habitants et ses 5 maisons. Dans certaines habitations, il arrive que cohabitent quatre à six familles. La population regroupe alors notamment des artisans, des navigateurs, des transporteurs et des commerçants.

### Les débuts de l'essor économique
Durant la période coloniale, la grande activité commerciale de Barranquilla est la contrebande, illicite mais lucrative. Cela attire de nombreuses personnes provenant des encomiendas à proximité, des indigènes de Malambo, des agriculteurs, des éleveurs, des artisans, des fonctionnaires royaux et tous les types de commerçants. Sabanilla devient le port d'entrée vers Barranquilla mais il n'est pas reconnu par la Couronne espagnole en tant que port officiel ; les Anglais en profitent pour introduire sur le territoire colombien des articles de contrebande pour tenter de développer leurs échanges à l'intérieur du pays. Grâce à un poste de garde à Sabanilla et une patrouille mobile basée à Barranquilla, l'activité croissante de la contrebande est cependant partiellement contrôlée.
Dès la fin du XVIIIe siècle, Barranquilla acquiert de l'importance en tant que port fluvial car, grâce à sa situation géographique, elle attire une part importante du commerce au détriment de ports plus petits. Lors du dernier quart de ce siècle, le volume des échanges transitant par Barranquilla augmente en raison des réformes bourboniennes qui encouragent l'exploitation de certains produits sylvicoles tels que l'ivoire végétal, la salsepareille, le pernambouc et le coton, exportés à Barcelone où l'industrie textile est en plein essor.

### Prémices de la vie religieuse
En 1701, la construction de l'église de la vieille croix (en espagnol : iglesia de la Cruz Vieja) débute selon les règles d'urbanisme de la couronne espagnole avec la création d'un espace annexe, la plaza, à partir de laquelle sont définies les calles et les carreras. Bâtie avec de la paille, des pierres et de la chaux par les premiers habitants, elle est sous le patronage de San José. Le père espagnol Luis Suárez, qui serait arrivé en 1701 à Barranquilla selon les documents des archives nationales de Colombie, obtient la permission de l'institution ecclésiastique pour entamer la construction de l'église Saint-Nicolas de Tolentino dont le patron est Saint Nicolas de Tolentino. En mai 1747, elle est érigée en paroisse et le père Nicolás Mateo Hernández en devient le premier curé.

## Première moitié duXIXesiècle: indépendance et débuts de la période républicaine

### Nouveaux statuts

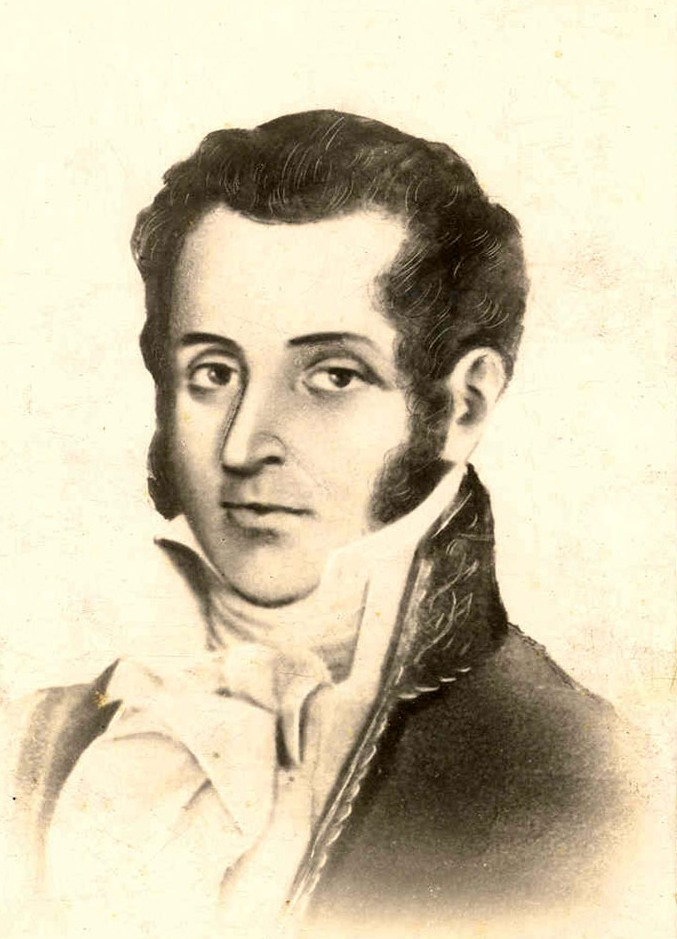
Manuel Rodríguez Torices, qui a permis à Barranquilla d'obtenir le statut de villa.

Dès le 17 janvier 1811, le gouvernement de l'État de Carthagène des Indes accorde la franchise pour l'exportation au port de Sabanilla et y établit une colonie avec des avantages spéciaux pour les résidents. Le port de Carthagène des Indes étant toujours sous l'emprise des Espagnols en 1820, Simón Bolívar conseille, cette année-là, d'utiliser Sabanilla pour le transport des productions du pays. La loi du 4 juin 1833, signée par le président de l'État Francisco de Paula Santander, confirme le statut de port d'exportation pour Sabanilla, avec certaines restrictions mais lui refuse celui de port d'importation. Alors que Santa Marta, port principal du pays à cette époque perd de sa prééminence, les dirigeants d'entreprises de Barranquilla et des groupes étrangers travaillant dans le commerce et le transport souhaitent que le port de Sabanilla soit habilité à l'importation. La loi du 1er juillet 1842 accorde cette habilitation et ordonne la construction d'un bâtiment des douanes nécessaire à ce type de commerce, le château de Salgar. L'élaboration du poste de douane débute à la fin de l'année 1847 sur les ruines du fort de Santa Bárbara construit au XVIIIe siècle par les Espagnols. Les travaux sont financés via des ressources nationales gérées par le président de l'époque, le général Tomás Cipriano de Mosquera, par le banquier Esteban Márquez via un prêt accordé par la Banco Márquez dont il est le propriétaire et par divers dons de la part des commerçants de Barranquilla.
En 1813, la Chambre des représentants de l'État libre de Carthagène des Indes est convaincue que l'indépendance a été acquise. Elle décide alors, dans un décret publié le 3 avril, d'accorder le statut de villa (ce qui équivaut aujourd'hui à une province) à Barranquilla pour ses actes méritoires de patriotisme et en tant que site stratégique ayant défendu la cause de la libération du territoire face aux Espagnols. En effet, Barranquilla recevait de la part de Sabanilla, un port naturel situé à proximité sur le littoral maritime, des armes et du matériel destinés aux patriotes via le canal de La Piña. Elle les transférait ensuite, notamment vers Carthagène des Indes et Santa Marta, par le río Magdalena. Le décret du 3 avril définit également les armoiries de Barranquilla (es). Il est approuvé et signé le 7 avril 1813 par le gouverneur de l'État libre de Carthagène des Indes, Manuel Rodríguez Torices, et par son secrétaire Simón Burgos. Barranquilla devient ainsi la capitale du département de Barlovento ou Tierradentro (aujourd'hui appelé département de l'Atlántico),.

### Développements urbains
La conception urbaine de Barranquilla répond à l'implantation spontanée de ses habitants et à l'absence du quadrillage habituel des fondations coloniales. Ainsi, la ville grandit en semi-cercles concentriques à partir du noyau d'origine, l'hacienda Saint-Nicolas, d'où partent trois routes. La première mène vers le port de Sabanilla, la deuxième vers Galapa et Baranoa et la troisième vers Soledad et Malambo. Les rues, plus ou moins perpendiculaires au marais auprès duquel a été fondé Barranquilla, sont reliées par des ruelles.
En 1813, Barranquilla, qui compte 3 215 habitants, est composée de deux quartiers : celui de San Nicolás, cœur historique, et celui de San Roque où se trouvent la plupart des habitations des étrangers. En 1824, un terrain d'une superficie de trente verges carrées (en espagnol : varas) est acheté près du marais afin de construire une place publique destinée à accueillir un marché pour les productions arrivant de différents endroits de la région par canoës. Une maison, située à proximité de la place Saint-Nicolas, est transformée en prison.

### Conflits militaires

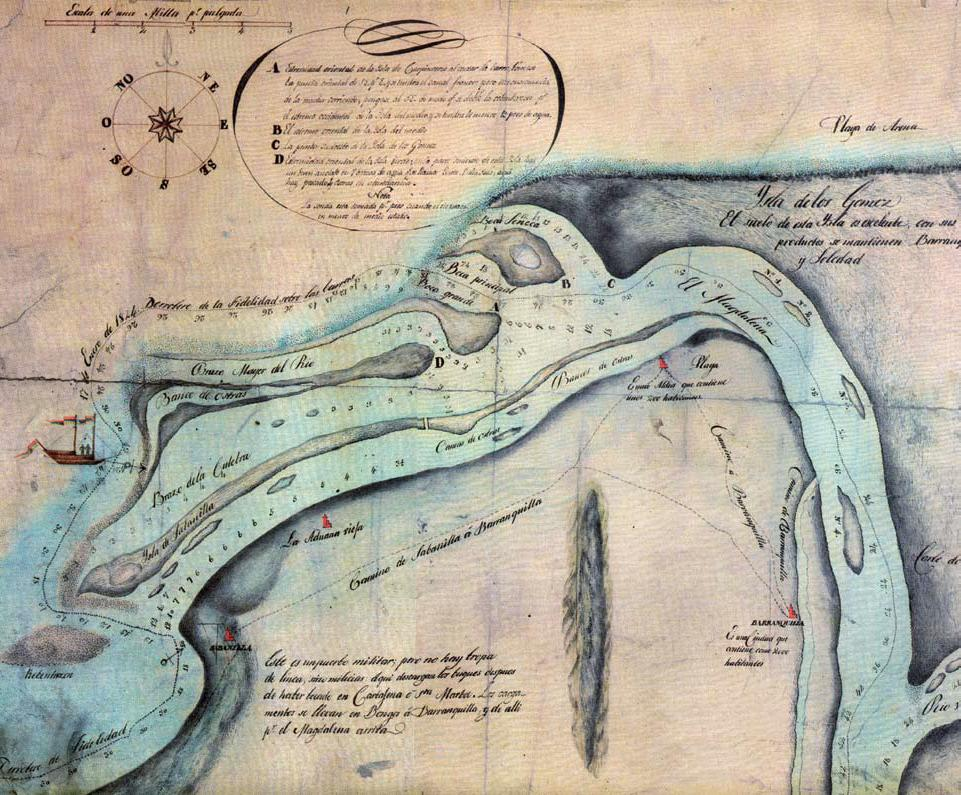
Carte de 1824 représentant le río Magdalena entre Sabanilla et Barranquilla.

Lors de la reconquête espagnole de la Nouvelle-Grenade, le nouveau vice-roi Francisco Montalvo et le gouverneur de Santa Marta, Ruiz de Perras, décident d'attaquer plusieurs sites situés le long du fleuve Magdalena, dont Barranquilla. Les forces espagnoles, composées de 400 fantassins et de 8 canonnières, préparent leur assaut contre Barranquilla dès le début du mois d'avril 1815. Malgré la résistance des habitants, les Espagnols, avec à leur tête le capitaine Valentín Capmani, parviennent à prendre le contrôle de la cité le 15 avril et l'incendient. Durant huit jours, Capmani et ses troupes détruisent la ville avant de poursuivre leur campagne militaire jusqu'à Cerro de San Antonio. Ce n'est que le 12 juin 1820, le lendemain de leur débarquement dans le port de Sabanilla, que les forces patriotiques, composées d'une centaine d'hommes et dirigées par l'amiral républicain Luis Brión, parviennent à reconquérir le fort de San Antonio défendu par vingt soldats et quatre canons avant de libérer définitivement Barranquilla du joug espagnol,.
Peu après la création de la république de Nouvelle-Grenade, deux révolutions éclatent à Barranquilla en 1831. La première est dirigée par le capitaine Policarpo Martínez y Antonio Pantoja, Lorenzo Hernández, Crispín Luque, Esteban Márquez y Santos de la Hoz contre la dictature du général Rafael Urdaneta (alors président de la Grande Colombie). Quant à la deuxième, elle est commanditée par le général Ignacio Luque qui avait remporté la première.

### Navigation sur le río Magdalena

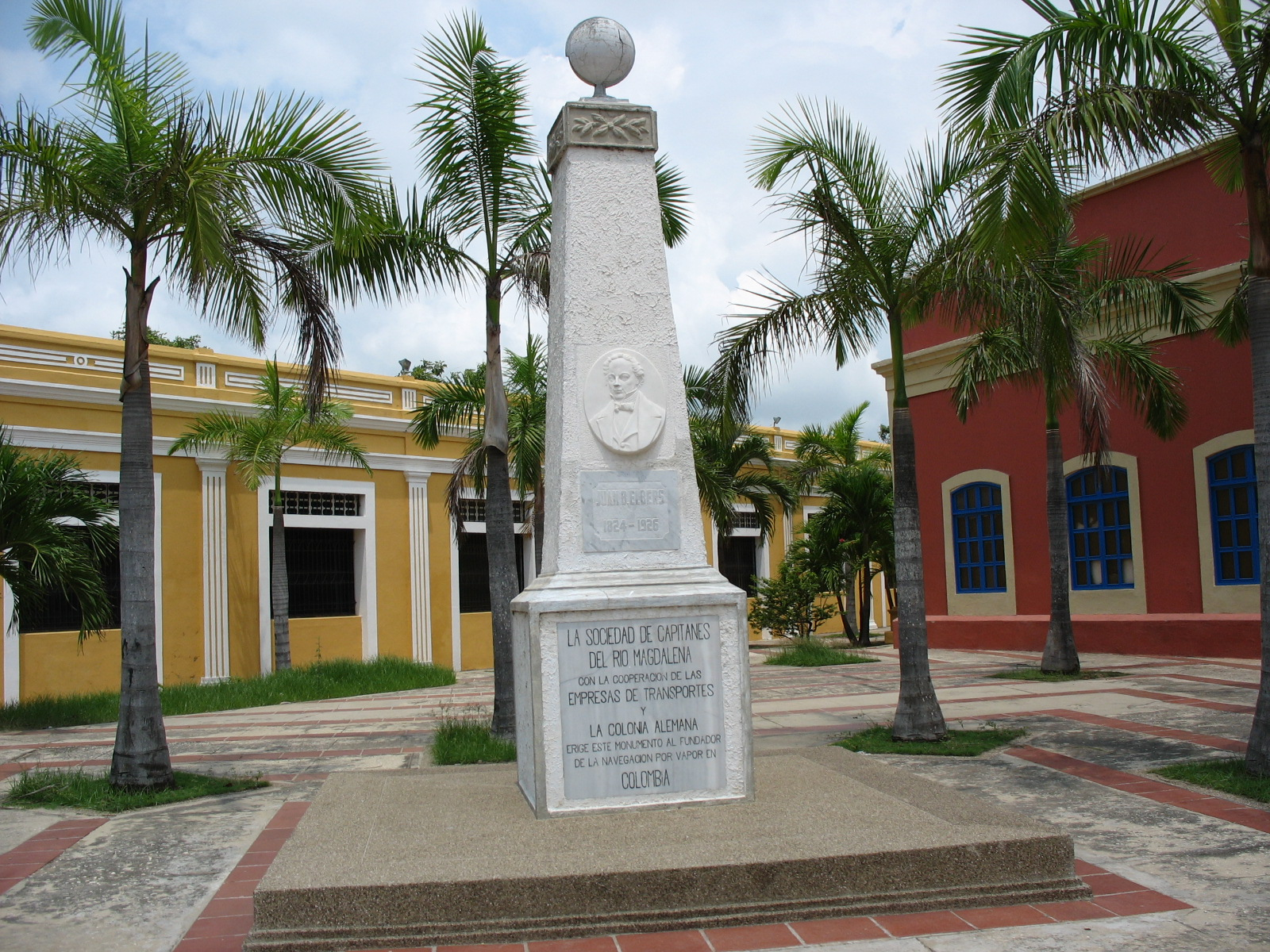
Obélisque en l'honneur de Juan B. Elbers, à Barranquilla.

Le río Magdalena, qui est la principale artère du pays, est, depuis l'époque coloniale, un corridor stratégique scène de nombreuses guerres, la navigation étant essentielle au développement économique du territoire. Un décret du Congrès en date du 3 juillet 1823 accorde à Juan Bernardo Elbers, un juif allemand qui a soutenu l'armée de Simón Bolívar, le monopole de la navigation à vapeur sur le fleuve. Il doit cependant assurer ce service pendant un an, ouvrir un canal fluvial entre le río Magdalena et Carthagène des Indes, améliorer les canaux allant jusqu'à Ciénaga et créer une route qui permettrait la communication entre l'artère fluviale et Bogota. Elbers parvient à rendre le fleuve de nouveau praticable grâce aux divers aménagements fluviaux effectués. Il l'ouvre à la navigation le 10 novembre 1825,, date à laquelle le premier de ses bateaux à vapeur part du port de Barranquilla. Dès lors, la ville devient un point stratégique pour le commerce, les entreprises pouvant dorénavant envoyer par bateau leurs produits vers des villes du centre du pays, Bogota et Tunja notamment.

### Une vie religieuse grandissante
En 1849, Barranquilla, qui compte alors environ 5 600 habitants, est touchée par une épidémie de choléra. Les cadavres jonchant les rues, un groupe de philanthropes décide de créer la Société de secours de Barranquilla (en espagnol : Sociedad de Socorro de Barranquilla) afin de résoudre la situation humanitaire. L'épidémie terminée, les survivants demandent au gouverneur de la province de Sabanilla l'autorisation de construire une église en l'honneur de Saint Roch, dans le district sud de la ville. Barranquilla est alors divisée en deux districts paroissiaux par l'ordonnance du 10 octobre 1852 de la Chambre de la province de Sabanilla, celui de San Nicolás au nord et celui de San Roque au sud,. La première pierre de l'église Saint-Roch est posée par le Père Rafael Ruiz le 31 octobre 1853, l'édifice religieux étant financé par souscription publique et grâce aux fonds recueillis dans le quartier auprès des habitants.

## Deuxième moitié duXIXesiècle

### Une population en pleine expansion

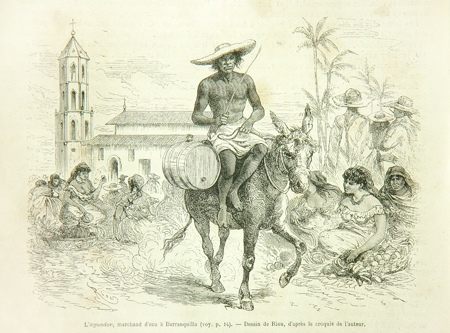
L'aguador, marchand d'eau à Barranquilla : croquis d'Édouard André (1869).

En 1851, la région Caraïbe représente seulement 13 % de la population totale de la vice-royauté de Nouvelle-Grenade contre 22 % en 1778. Cela s'explique en raison des pertes humaines dues aux guerres d'indépendance mais aussi du rythme de croissance plus lent que d'autres régions, imputable aux conditions de pauvreté et d'opportunités économiques médiocres qui ont prévalu après l'indépendance, favorisant la migration de la population vers d'autres régions. Barranquilla n'est cependant pas touchée par ce déclin démographique grâce à l'influence de son port fluvial et maritime ainsi qu'à l'action des élites locales qui ont stimulé sa croissance et son développement industriel. Lors du recensement de population de 1851, Barranquilla intègre la liste des 30 villes les plus peuplées avec 6 114 habitants. À la fin du XIXe siècle, elle devient même la troisième ville du pays, derrière Bogota et Medellín, passant de 5 359 habitants en 1835 à 40 111 en 1905. À titre de comparaison, des villes telles que Carthagène des Indes et Santa Marta n'en comptent alors, respectivement, que 9 681 et 9 568.
Le congrès de la Nouvelle-Grenade décrète, à travers la loi du 20 mars 1852, que les cantons de Barranquilla, Soledad et Sabanalarga formeront désormais la province de Sabanilla, avec pour capitale la villa de Barranquilla,. Avec la loi du 7 octobre 1857, Barranquilla atteint le rang de ville (en espagnol : ciudad). Le conseil municipal la divise en trois quartiers (en espagnol : barrios) : Barrio Abajo, Barrio Arriba del Río et el Centro.
Lors de son passage à Barranquilla en 1872, Miguel Samper est impressionné par le nombre d'étrangers qui s'y trouvent, constatant qu'ils appartiennent essentiellement à la communauté marchande. Selon le recensement de 1875, la ville compte 307 étrangers pour 16 549 habitants, soit 1,9 % de la population. Même si ce taux peut paraître faible, les immigrants exercent une forte influence sur les activités locales. En effet, à titre d'exemple, en 1878, 34 % des entreprises commerciales qui paient l'impôt sur le revenu sont détenues par des étrangers, ces mêmes entreprises représentant 50 % du total des impôts versés. Barranquilla, en partie grâce à sa condition de port colombien, est considérée comme une ville cosmopolite, accueillant en 1892 des représentants consulaires de seize pays différents.

### Une activité portuaire et fluviale dynamique
La construction de la voie ferrée entre Sabanilla et Barranquilla, dont les travaux commencent en 1869, donne à Barranquilla un nouvel élan économique, ce qui lui permet de devenir rapidement le port le plus important de Colombie. Ainsi, entre 1870 et 1874, les importations passent de 392 135 $US à 8 350 000 $US et les exportations de 2 378 854 $US à 8 764 786 $US, au détriment d'autres ports tels que celui de Santa Marta.
En 1886, la navigation à vapeur sur le fleuve Magdalena connaît un nouveau développement. En effet, sous l'impulsion de Francisco Javier Cisneros, la fusion de quatre compagnies de navigation fluviale aboutit à la création de la Compañía Colombiana de Transportes qui devient « la première tentative de centralisation industrielle en Colombie ». Avec un capital de 972 000 pesos oro à sa création, elle devient l'une des plus importantes compagnies de navigation fluviale du XIXe siècle avec 16 bateaux à vapeur en 1892 et 664 employés, sans compter quelque 120 emplois journaliers.

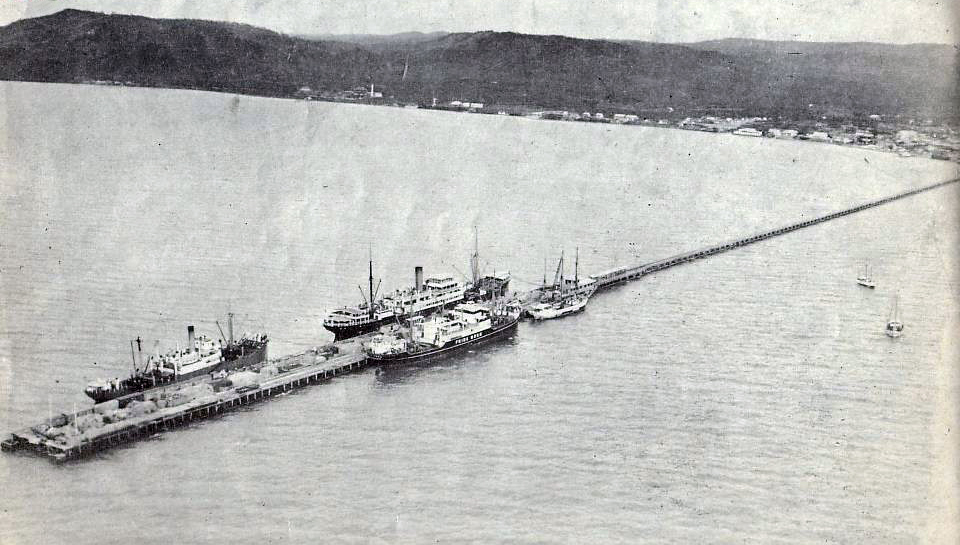
Jetée de Puerto Colombia dans les années 1920.

Bien que les difficultés de transport entre Sabanilla et Barranquilla aient été résolues grâce à la construction d'une voie ferrée, le port côtier est en butte à des problèmes permanents de calaison, à un accostage difficile pour les navires, à une forte sédimentation et à une évolution naturelle du milieu environnant. C'est pourquoi l'entreprise Barranquilla Railways Company décide d'étudier la possibilité de bâtir un autre port plus sûr pour le commerce international ailleurs qu'à Sabanilla. Un nouvel emplacement est trouvé dans la baie de Cupino. Les travaux pour la construction du port débutent le 31 décembre 1888 et l'inauguration de la jetée de Puerto Colombia se déroule le 15 juin 1896. Elle devient la troisième plus grande structure de ce type avec son viaduc de 720 mètres de long, sa hauteur d'eau variant de 40 à 45 pieds, et avec son quai d'amarrage de 180 mètres longueur sur 15 mètres de large où peuvent être amarrés jusqu'à cinq bateaux à la fois.

### Autres avancées économiques et urbaines

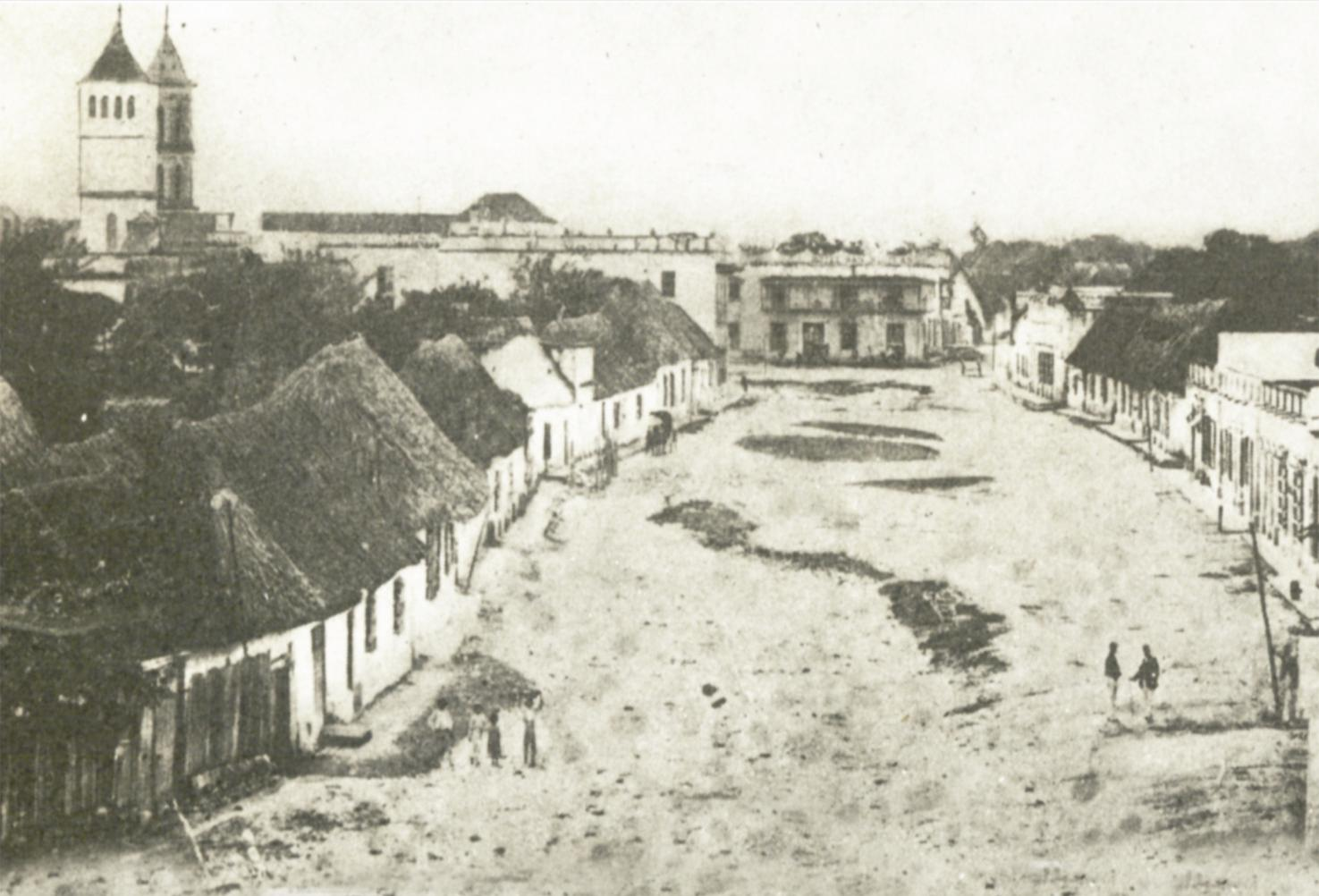
La Calle Ancha en 1880, aujourd'hui appelée.

Pour pallier la lenteur du transport de marchandises de la mer par le canal de La Piña jusqu'à leur embarquement sur le río Magdalena, le géographe français Élisée Reclus émet, en 1855, l'idée de construire une voie ferrée entre Sabanilla et Barranquilla. La loi du 4 mai 1865 de la Convention Constitutive de l'État souverain de Bolívar, signée par son président, Amador Fierro (es), donne l'autorisation à toute personne et entreprise nationale ou étrangère de construire un « chemin de voies de fer desservi par des locomotives à vapeur » afin de relier Barranquilla au port de Sabanilla,. Le 25 août de la même année, le projet est accordé à Ramón Jimeno Collante et Ramón Santodomingo Vilá, tous deux de Barranquilla, mais est ensuite repris par la maison de commerce allemande Hoenigsberg & Wessels en raison de facteurs d'ordre économique et de la défaillance de l'État, ce qui a pour conséquence de reporter la fin des travaux au 1er janvier 1871. Construite par la Railway and Pier Company, la première gare ferroviaire du pays est inaugurée le 20 septembre 1871 et est baptisée Estación Ferroviaria Francisco Montoya Zapata, en l'honneur du pionnier de la navigation à vapeur sur le río Magdalena.
Le tramway, en tant que premier mode de transport de passagers à Barranquilla, voit également le jour durant la deuxième moitié du XIXe siècle. En 1887, l'assemblée constituante de l'État souverain de Bolívar accorde la concession de l'exploitation du tramway à Francisco Javier Cisneros. Les travaux débutent l'année suivante et se terminent deux ans plus tard, après plusieurs interruptions. Le tramway de Barranquilla, inauguré le 26 avril 1890, est composé de deux lignes qui partent à proximité de la gare Montoya et desservent les rues principales et points clés de la ville. Il est composé de wagons d'une capacité allant de 9 à 15 passagers et tirés par des mules. Les Barranquilleros, qui considèrent le tramway comme une avancée extraordinaire, l'accueillent immédiatement avec enthousiasme.
Par ailleurs, Barranquilla se dote en 1877 d'un service d'eau potable grâce à Ramón Jimeno Collante qui crée la Compañía del Acueducto de Barranquilla (en français : compagnie d'aqueduc de Barranquilla) après autorisation de l'assemblée législative de l'État souverain de Bolívar via la loi no 46 de la même année. Les travaux pour la mise en place du système d'alimentation en eau par canalisations débutent le 19 février 1879. C'est une véritable avancée car, bien que l'eau récupérée du río Magdalena ne soit pas traitée ni purifiée, cela permet de ne plus avoir à aller la chercher à dos d'âne.
Enfin, les premières banques sont fondées à Barranquilla par des commerçants souhaitant diversifier leurs activités dans d'autres secteurs de l'économie. La Banco de Barranquilla voit le jour en 1873 alors que sont créées en 1883 la Banco Americano et la Banco Márquez,. Cette dernière est liquidée dès 1893 à cause d'un manque de transparence sur ses opérations, et les deux autres établissements financiers connaissent le même sort en 1904.

### Conflits politiques et militaires

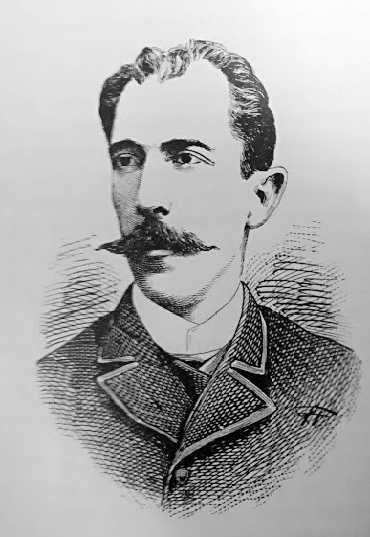
Ricardo Gaitán Obeso, à l'initiative de la prise de Barranquilla en 1885.

En 1859, plusieurs lois entérinées par le président de la Confédération grenadine, Mariano Ospina Rodríguez, sont considérées comme inconstitutionnelles par les autorités locales, ce qui aboutit à plusieurs révolutions locales puis à une guerre civile généralisée. Ainsi, durant cette période de troubles, le général conservateur Joaquín Posada Gutiérrez attaque le 3 novembre 1859 Barranquilla, défendue par le libéral Vicente Palacio, et remporte la victoire. La ville est reconquise le 9 décembre par l'armée libérale composée de 250 hommes avec, à sa tête, Manuel Cabeza, mettant fin à l'épisode.
En 1885, après les élections frauduleuses qui opposent Eustorgio Salgar et Francisco Ordóñez dans l'État souverain de Santander, les libéraux radicaux entament une révolte qui se répand bientôt dans tout le pays et déclenchent une guerre civile dans le but de renverser Rafael Núñez (à l'époque président des États-Unis de Colombie et libéral modéré ayant l'appui du parti conservateur). Au début du mois de janvier 1885, le général libéral Ricardo Gaitán Obeso lance un appel au respect de la cause radicale et forme un mouvement rebelle dans le Cundinamarca. À la tête d'un groupe allant, selon les chroniqueurs de l'époque, d'une centaine à 175 rebelles, il continue sa campagne militaire le long du río Magdalena et entre dans Barranquilla le 6 février 1885 sans réelle opposition, en lançant la rumeur comme quoi Núñez a été fait prisonnier. La prise de Barranquilla est une prise stratégique qui permet d'assurer le contrôle du port de la ville côtière et de préparer l'invasion de la forteresse militaire de Carthagène des Indes. Dès lors, la province de Barranquilla est gouvernée par un régime militaire et Gaitán Obeso, via un décret, ne reconnaît pas l'autorité de Rafael Núñez en tant que président de la République. Le général Carlos Vicente Urueta est alors envoyé à Barranquilla, à la tête d'une armée officielle organisée depuis Carthagène des Indes, afin de reconquérir la ville. Lors d'un combat mené le 11 février dans la cité, les troupes gouvernementales sont défaites par les généraux Nicolás Jimeno Collante et Ramón Collante qui soutiennent Ricardo Gaitán Obeso. La guerre civile, tout comme la prise de Barranquilla, prend finalement fin le 11 juin 1885 en faveur du parti conservateur lorsque la paix est signée entre le gouvernement de Rafael Núñez et les libéraux radicaux sur le bateau à vapeur de la marine des États-Unis, le Tennessee, mouillant dans le port de Sabanilla,. À la suite de cela, les principaux leaders de la rébellion, dont Ricardo Gaitán Obeso, sont jugés.

### Naissance de la vie culturelle

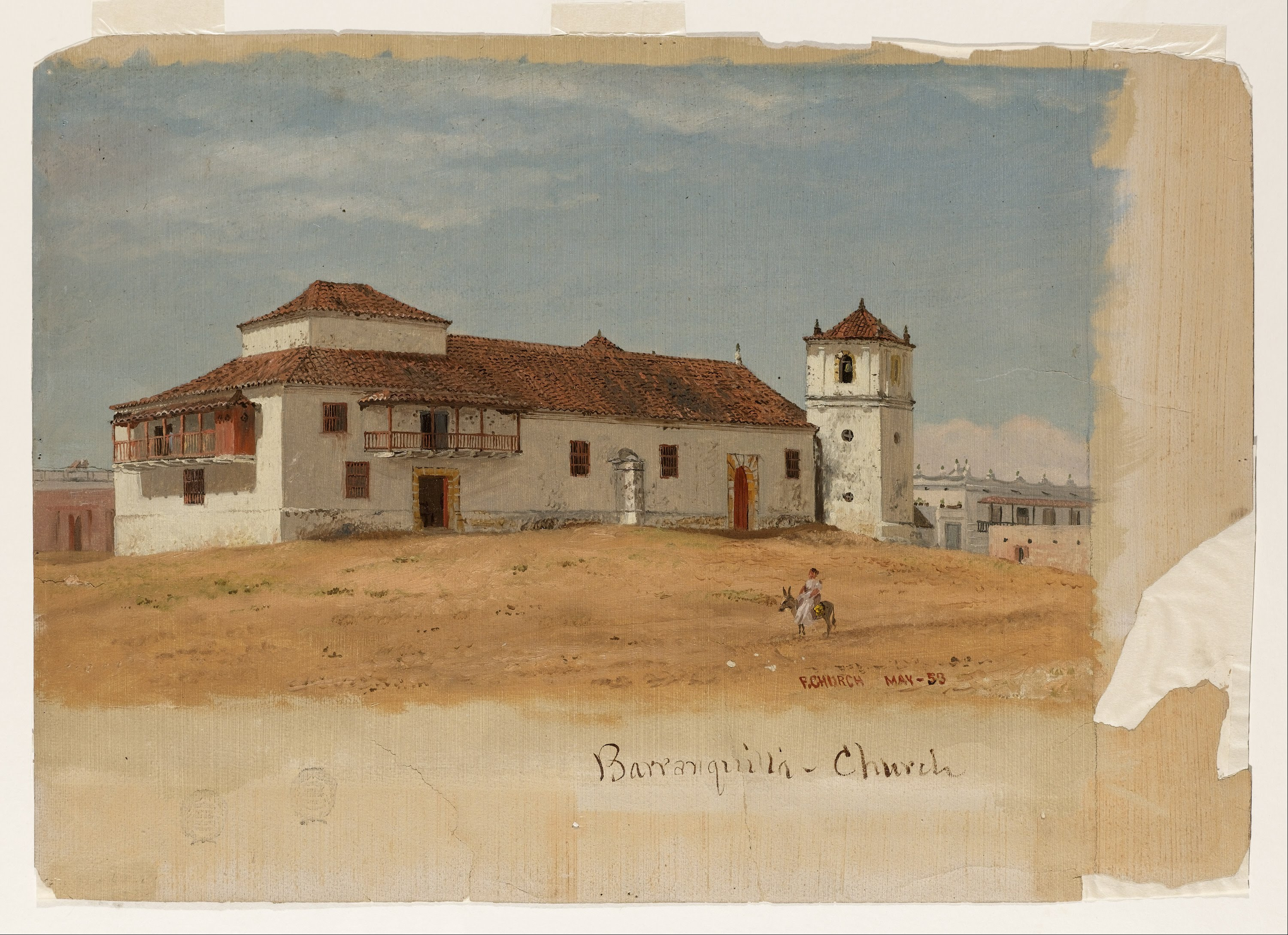
Peinture de Barranquilla réalisée en 1853 par Frederic Edwin Church.

Dans les années 1870, des groupes de professionnels et des colonies d'étrangers se regroupent dans des clubs sociaux à Barranquilla. À la fin du XIXe siècle, il en existe quatre : Club Barranquilla, Internacional, Louvre et San Carlos. Ces clubs sociaux promeuvent des activités sociales et culturelles, aussi bien pour leurs membres que pour la population de la ville.
La littérature est encore, à cette époque, une activité marginale car il s'agit alors plus d'une vocation que d'une profession. À partir de 1882, des tertulias nocturnes sont organisées par des étudiants dans l'atrium de l'église Saint-Nicolas. La littérature avant-gardiste est reconnue et lue par certains groupes de dirigeants culturels à la fin du XIXe siècle. Par ailleurs, 63 publications périodiques sont éditées à Barranquilla entre 1850 et 1888 telles que El Promotor, El Anunciador ou El Pueblo. Le périodique The Shipping List, publié en anglais, est également créé en 1872, signe d'un dynamisme considérable des activités liées à l'information destinées à toucher de nombreux lecteurs. La photographie devient, durant cette période, une énorme source de documentation visuelle.
Enfin, des représentations à caractère récréatif font leur apparition à Barranquilla avec des artistes populaires tels que le violoniste Narciso Baraya ou la soprano Conchita Nicolao. Le théâtre municipal, dont les travaux débutent en 1896 et qui s’appelle Emiliano en l'honneur de son fondateur Emiliano Vengoechea, accueille des représentations artistiques, des concerts ou encore des danses de carnaval.

## Première moitié duXXesiècle

### Barranquilla, capitale de l'Atlántico

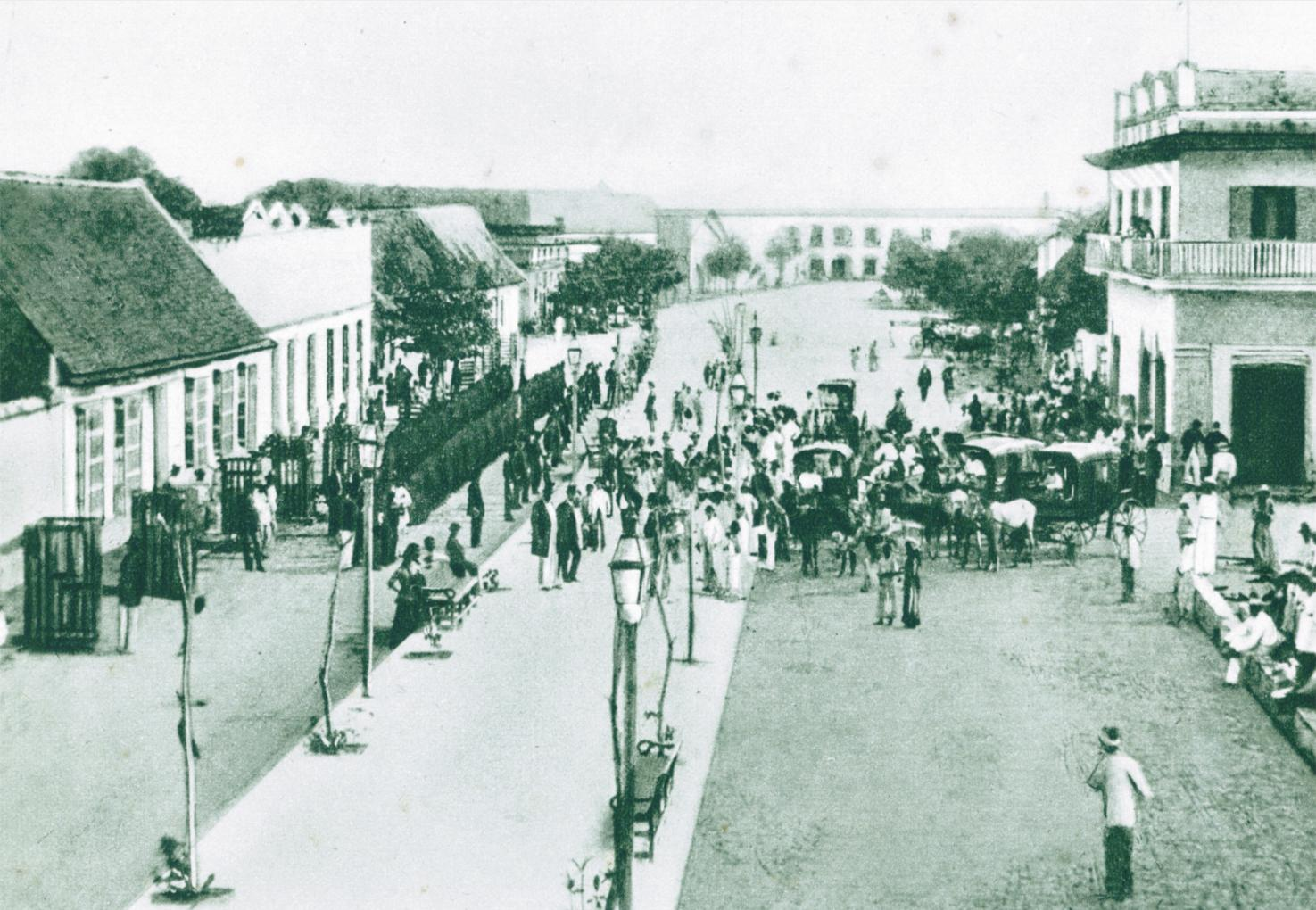
Le Camellón Abello en 1903, aujourd'hui appelé.

Le 11 avril 1905, lors de la création du département de l'Atlántico décrétée par l'Assemblée nationale constituante et législative (en espagnol : Asamblea Nacional Constituyente y Legislativa) via la loi no 17 de 1905, Barranquilla en devient la capitale. La naissance de ce nouveau département est célébrée le 15 juin de la même année et le président de l'époque, Rafael Reyes, nomme son ministre de la Guerre, le général Diego A. de Castro, premier gouverneur de Barranquilla. Cependant, les effets de la crise financière et économique mondiale obligent la Colombie à opérer des changements administratifs. Reyes, qui a des ennemis dans les anciens états fédéralistes, décide de présenter à l'assemblée nationale le 24 juillet 1908 un projet de réforme territoriale qui subdiviserait les nouveaux départements en 27 entités plus petites. Avec la loi no 01 du 5 août 1908, le département de l'Atlántico est supprimé et remplacé par une nouvelle division territoriale, le département de Barranquilla. Cependant, son gouvernement montrant des signes d'instabilité, Reyes quitte la Colombie le 14 mars 1909, espérant pouvoir diriger le pays depuis Paris. 
Dès le 14 juin 1909, après la renonciation de Rafael Reyes à la présidence, le premier désigné présidentiel, Jorge Holguín, assure l'intérim. Cependant, l'ex vice-président Ramón González Valencia, élu à ce poste en 1904, demande à appliquer ses droits constitutionnels selon lesquels il doit remplacer le président durant son absence temporaire ou permanente, ce que refuse logiquement Holguín, González Valencia ayant démissionné en 1905. Les partisans de González Valencia décident alors d'organiser un coup d'État militaire. Le 4 juillet, le général Daniel Ortiz, à la tête du mouvement révolutionnaire, provoque un soulèvement à Barranquilla, appelé « El Barranquillazo ». Après six jours de conflit, la tentative échoue. Malgré cet échec, González Valencia est finalement soutenu par les républicains dans sa candidature pour terminer le mandat présidentiel de Reyes qui prend fin le 7 août 1910 et est élu, grâce au Congrès, à ce poste dont il prend possession dès le 4 août 1909.
Le soulèvement armé du 4 juillet, suivi par d'autres révoltes incite Reyes à renoncer officiellement à la présidence le 27 juillet 1909. Les anciens départements tels qu'ils existaient avant les réformes de Reyes sont restaurés via le décret 340 du 16 avril 1910 ; mais, le 17 mai de la même année, les représentants de Barranquilla à l'assemblée nationale présentent un projet de rétablissement territorial qui est approuvé, permettant au département de l'Atlanticó d'être inauguré pour la deuxième fois le 7 août 1910. Barranquilla en redevient alors la capitale.

### Essor démographique et développement urbain

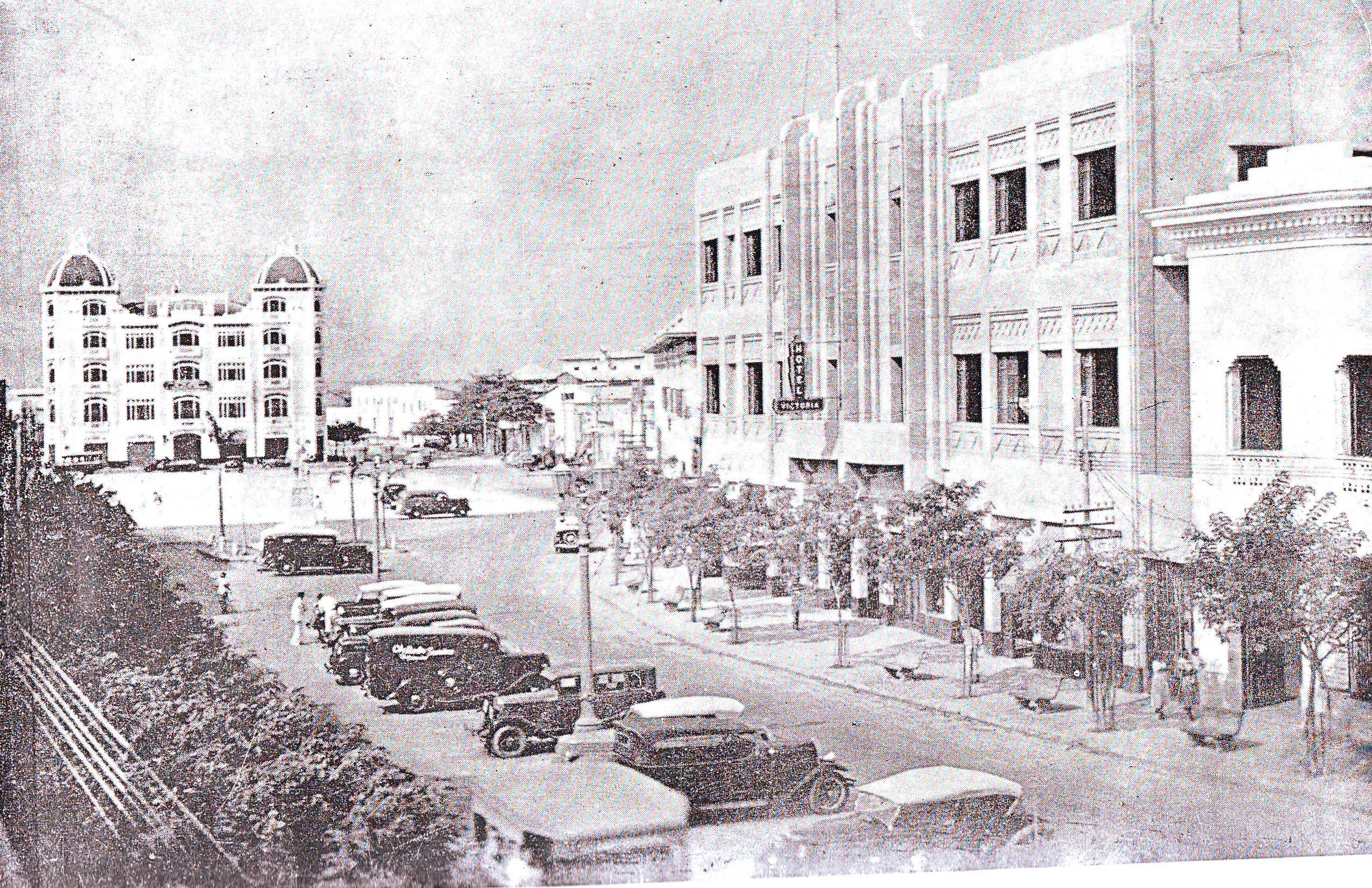
Le Paseo de Bolívar, ancien centre de commerce de Barranquilla, en 1930. Au fond, l’Edificio Palma, aujourd'hui disparu.

Sur le premier plan de la ville datant de 1897 et sur celui de 1905, tous deux réalisés par Cayetano Moreno et David Granados, Barranquilla occupe une aire de 386,47 hectares. Durant cette période de 8 ans, la population croît de plus de 90 %, passant d'environ 21 000 à 40 115 habitants. Cette augmentation est en partie due aux courants migratoires lors de la guerre des Mille Jours.
À la fin de la Première Guerre mondiale, de nombreux immigrants en provenance d'Europe arrivent à Barranquilla via le quai de Puerto Colombia. Ils cherchent à profiter de la prospérité et de la tranquillité de la capitale de l'Atlántico. La ville passe de 64 543 habitants à 139 974 habitants entre 1918 et 1938. Elle connaît un développement urbain considérable durant cette période avec la création de nouveaux quartiers tels que Boston, El Recreo, Delicias et Bellavista. Le quartier El Prado, qui sera déclaré bien d'intérêt culturel de caractère national par la résolution 0087 du 2 février 2005, devient le premier quartier résidentiel de style moderne en Colombie ; ce modèle d'urbanisation moderne est conçu par Karl Calvin Parrish et Manuel de la Rosa. La Compañía Urbanizadora de El Prado est créée par l'acte public 781 du 12 mars 1920, enregistré devant notaire. Sous la direction de Parrish et d'un autre entrepreneur, Gregorio Obregón Arjona, l'hôtel El Prado commence à être construit le 15 novembre 1927 et il est inauguré le 15 février 1930. Situé au cœur du quartier El Prado, il est considéré comme le premier hôtel touristique de Colombie et comme l'un des premiers d'Amérique Latine.
Par ailleurs, le processus de modernisation de la ville est consolidé grâce à diverses initiatives de groupes privés qui renforcent le secteur financier et dynamisent les activités publiques, industrielles, commerciales et portuaires. Cependant, pour faire face à l'accroissement rapide de la ville, il devient nécessaire de développer les services publics. Malgré le prêt de cinq millions de dollars de la compagnie financière américaine Central Trust Company of Illinois qui a aidé à résoudre des insuffisances des services publics, il est décidé de créer la première entreprise de caractère public de Colombie : les Empresas Públicas Municipales entrent alors en fonction le 20 août 1925 et parviennent notamment à aménager dès la mi-1929 un aqueduc acheminant de l'eau potable et à moderniser le pavage des rues de la ville. De nouveaux surnoms sont donnés à Barranquilla à partir de cette période prospère tels que Ciudad luz (« ville lumière »), Nueva York de Colombia (« New-York de Colombie ») ou encore La Llave de la Nación (« La clé de la Nation »).
Entre 1938 et 1951, la population de la capitale de l'Atlántico passe de 139 974 à 279 627 habitants grâce notamment aux flux nationaux de population. Cependant, durant cette même période, face à la concurrence grandissante du port de Buenaventura, la croissance démographique de Barranquilla est plus lente que celle des autres grandes villes colombiennes que sont Bogota, Cali et Medellín, avec un taux annuel moyen de 4,7 % contre 5,9 %.
Par ailleurs, Barranquilla devient de plus en plus cosmopolite lors de la première moitié du XXe siècle. En effet, si en 1875, elle ne compte qu'un peu plus de 300 étrangers, leur nombre officiel atteint 862 en 1912, ne cessant d'augmenter d'année en année. Ainsi, 1 595 étrangers venant de tous les horizons sont décomptés en 1918, 4 379 en 1928 et 5 379 en 1951.

### Développement économique
Entre 1880 et 1930, Barranquilla attire de nombreuses entreprises commerciales, financières et industrielles, consolidant ainsi son image de ville prospère et propice à l'arrivée de nouveaux immigrants. De plus, grâce à la construction de la voie ferrée vers ses différents ports naturels et la connexion avec la jetée de Puerto Colombia, Barranquilla consolide sa place de premier port exportateur colombien, et ce jusque dans les années 1940.
Dans les années 1920, les investissements industriels constituent une part prépondérante de la vie économique de la ville, avec un nombre toujours plus important d'entreprises commerciales et industrielles. En effet, durant cette décennie, ils représentent 41,8 % des investissements totaux des nouvelles entreprises contre moins de 5 % lors des quatre précédentes. À la fin des années 1920, Barranquilla, troisième ville industrielle du pays, devient un exemple en termes de développement urbain et de services publics. Durant les décennies 1920 et 1930, elle attire 60 % du commerce extérieur colombien. Elle est également le premier port aérien, maritime et fluvial en Colombie. Au tout début des années 1930, l'élan industriel de Barranquilla n'est pas stoppé par la Grande Dépression. En effet, durant cette période, la production industrielle se concentre sur certains secteurs dont celui du textile. Or, selon un recensement des établissements industriels effectué en 1934 dans la ville colombienne, 5 688 ouvriers et 646 employés pour 134 entreprises sont dénombrés et le secteur textile emploie 1 784 personnes dans sept entreprises, soit 31,4 % du total des travailleurs.
Le projet d'ouverture de l'embouchure du río Magdalena (appelée « Bocas de Ceniza ») est soutenu dès 1876 par Aníbal Galindo qui estime que cela engendrerait des avantages incalculables dans les relations de la Colombie avec l'étranger. Cependant, ce n'est que le 28 mai 1935 qu'un bateau à vapeur, le pétrolier canadien Talaralite, parvient à passer les eaux tumultueuses entre la mer et le fleuve pour ensuite atteindre le port de Barranquilla. Le navire y est alors approvisionné de 20 000 litres d'essence par la Tropical Oil Company avant de poursuivre son trajet vers le port de Buenaventura et ainsi fournir la région occidentale colombienne en combustible. Pour la première fois, de l'essence produite sur le territoire colombien transite d'un port de l'océan Atlantique vers un port du Pacifique.
La Seconde Guerre mondiale est à l'origine d'une stagnation économique pour Barranquilla qui connaît des difficultés pour importer et exporter et ne voit pas évoluer les ressources issues de la vente de café. Cependant, cela n'empêche pas la ville, lors du recensement industriel de 1945, de comptabiliser 11 449 ouvriers industriels pour 580 entreprises. Le déclin de Barranquilla s'amorce réellement dans les années 1940 et 1950, le port devant faire face à l'essor de celui de Buenaventura. Les principales raisons de l'importance grandissante de ce dernier sont notamment le développement des infrastructures routières qui lui permettent une liaison facilitée avec les régions productrices de café et l'ouverture du canal de Panama qui lui ouvre les marchés nord-américains et européens. Dès 1935, le port de Buenaventura supplante celui de Barranquilla en tant que point de sortie pour les exportations et, en 1942, il devient le point d'entrée principal pour les importations. Le déclin de Barranquilla en tant que port principal de la Colombie se répercute sur sa croissance industrielle, le nombre de travailleurs dans l'industrie n'augmentant que très peu, même dans le secteur textile jusqu'alors très dynamique. Les chefs d'entreprise commencent alors à investir dans des secteurs comme le commerce, le transport et le tourisme.

### Moyens de transport

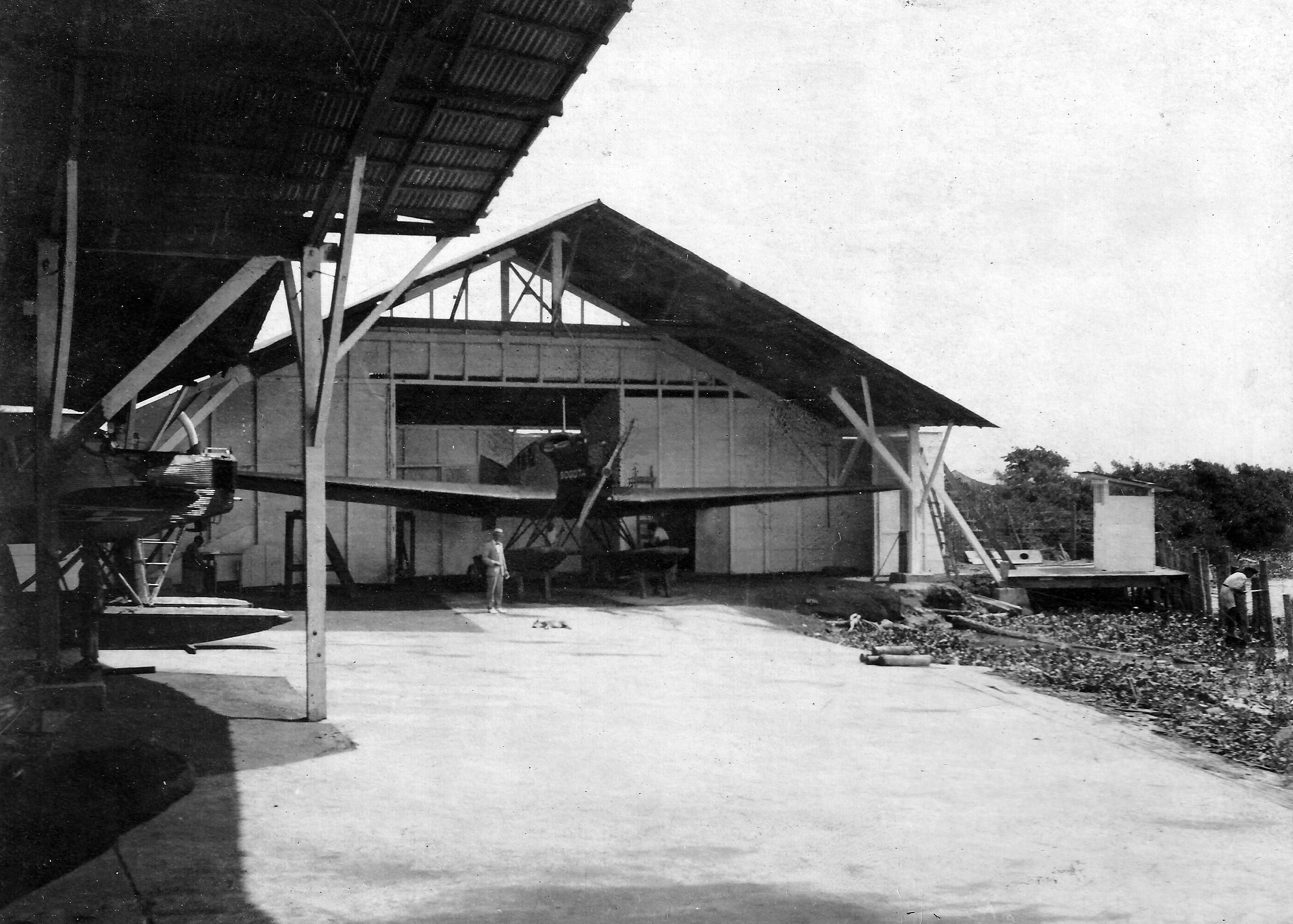
Hangars de la SCADTA en 1922 à Barranquilla.

En 1906, Francisco E. Baena, directeur de la compagnie de tramway de Barranquilla, décide de moderniser cette entreprise en abandonnant la traction animale pour l'électrique et étendre les lignes jusqu'à Soledad et Sabanalarga. Ces projets ne voient jamais le jour. Le tramway doit faire face à la concurrence des automobiles qui apparaissent au début du siècle ou encore aux chivas dont les billets sont de la même valeur que ceux du tramway. L'obsolescence des wagons et le manque de modernisation technologique du tramway signent son déclin, le service de bus s'améliorant dans le même temps. Il cesse finalement ses activités en 1927. En 1928, un panorama du parc automobile de Barranquilla est réalisé : 1 691 voitures, 344 camions et 118 bus sont alors comptabilisés.
Dès 1912, la Colombie présentant des conditions géographiques hétérogènes et difficiles, des investisseurs locaux s'efforcent d'initier l'arrivée de l'aéronautique dans le pays, ce qui pourrait stimuler le commerce. Ainsi, grâce au banquier José Víctor Dugand qui décide de financer des vols d'essais, l'aviateur George Schmitt (ou John Smith selon les sources) réalise le deuxième vol sur le territoire colombien et le premier au-dessus de Barranquilla le 29 décembre 1912, atterrissant dans le quartier d'El Prado. Dès lors, Barranquilla devient la pionnière dans le domaine de l'aéronavigation en Colombie. En effet, le premier vol de la poste aérienne sur le territoire national est réalisé le 18 juin 1919 par l'aviateur William Knox Martin et son copilote Mario Santo Domingo, un entrepreneur colombien, dans un biplan deux places, modèle Curtiss Standard. Parti d'El Prado, l'avion est ainsi allé jusqu'à Puerto Colombia, avec, à son bord, 60 cartes postales. Le 5 décembre de la même année, la SCADTA (Sociedad Colombo-Alemana de Transportes Aéreos), une société colombo-allemande de transports aériens, voit le jour. Fondée par un groupe de banquiers et de commerçants, il s'agit de la première société de ce type créée en Colombie et la deuxième au monde. L'aéroport de Veranillo, dont les premières installations aéronautiques sont construites en 1920, est la première infrastructure de ce genre en Colombie. Il est utilisé par la SCADTA jusqu'à l'inauguration de l'aéroport de Soledad en 1936. Le premier vol de la SCADTA est réalisé le 12 septembre 1920, entre Barranquilla et Puerto Berrío. Grâce à cette société de transport aérien, le temps de trajet entre Barranquilla et Bogota passe de quatorze jours en bateau fluvial à dix heures en avion, les voyageurs atterrissant à Girardot avant de terminer leur déplacement en train. Entre 1921 et 1925, environ 5 000 passagers prennent ainsi ce vol. L'histoire de l'aviation à Barranquilla n'est cependant pas faite que de succès puisqu'elle connaît également le premier accident aérien en Colombie le 8 juin 1924, lorsque s'écrase un hydravion Tolima de type Junkers A-16.

### Marché du travail et mouvements sociaux
Dès la fin du XIXe siècle, la classe ouvrière se développe à Barranquilla qui compte plusieurs usines en 1906 de matériaux de construction, de bois, de chaussures ou encore de produits alimentaires. La ville a connu dans les années 1860 et 1870 des migrations « sélectives ». Dans les premières décennies du XXe siècle, les nouveaux courants migratoires proviennent soit des départements voisins soit de pays n'ayant pas de relations commerciales étroites avec la Colombie. Ces migrations posent divers problèmes, d'abord à l'administration locale mais aussi aux ouvriers dont le salaire reste inférieur aux prix des principaux articles de consommation. Ces migrations nées du désir de faire de Barranquilla une ville cosmopolite sont donc à l'origine de l'apparition du mouvement syndical le plus développé de Colombie. Il est si important qu'il renforce le mouvement syndical national à qui il fournit leaders et stratégies. À l'origine, les sociétés d'entraide, dont certaines sont soutenues par l'Église catholique, deviennent les premières associations syndicales de Barranquilla. Ensuite, lors de la première décennie des années 1900, naissent les organisations syndicales de métiers ainsi qu'interprofessionnelles. En février 1910, les braceros (ceux qui vivent de leur force de travail) liés aux activités de transport sur le fleuve Magdalena se révoltent contre leurs journées de plus de dix heures et leur faible salaire. Après quatre jours de grève, seuls les salaires sont réévalués mais cela constitue la première grève de l'histoire ouvrière colombienne. Le 24 octobre 1925, le premier numéro du journal anarchiste Vía Libre est publié sous la direction de Gregorio Caviedes qui souhaite créer un grand syndicat régional unique. Il y parvient avec la Fédération ouvrière du littoral atlantique (en espagnol : Federación Obrera del Litoral Atlántico ou Fola) constituée de 16 syndicats.
Le massacre des bananeraies du 6 décembre 1928 dans la zone bananière de Ciénaga fait entre 13 morts selon le général Cortés Vargas et plus de 1 000 victimes selon le leader gréviste Alberto Catrillón et le politicien Jorge Eliécer Gaitán. Il peut être lié à l'histoire de Barranquilla. En effet, avant la répression sanglante de la grève, l'arrivée de l’United Fruit Company à Ciénaga entraîne la construction d'une voie ferrée et l'arrivée de grands propriétaires terriens souhaitant produire des bananes. Ciénaga et Barranquilla développent alors des relations commerciales. Barranquilla, proche de la zone de production de bananes en profite même : sa population et son aire urbaine s'accroissent. La grève dans les bananeraies débute le 12 novembre 1928. L’United Fruit Company cesse alors d'approvisionner les travailleurs. Les chambres de commerce de Ciénaga et de Barranquilla décident de leur apporter leur aide afin qu'ils ne meurent pas de faim. La grève se termine par un massacre. De nombreux travailleurs sans emploi décident alors d'aller chercher de meilleures conditions de vie et de travail à Barranquilla.
Avec la crise des années 1930, Barranquilla accueille une main d'œuvre de plus en plus importante venue y chercher un emploi. L'Association des commerçants (Adeco) de la ville décide réfléchir, lors d'une réunion le 9 février 1930, à la meilleure façon d'organiser le travail pour ces chômeurs. Par la suite, de nombreux syndicats continuent de se former. En 1937, la fédération nationale de transport fluvial, maritime, portuaire et aérien (en espagnol : Federación Nacional de Transporte fluvial, marítimo, portuario y aéro), composée de 40 organisations syndicales, est créée. Selon une étude réalisée en 1948 par le contrôleur général de la République de Colombie, 70 % des travailleurs de Barranquilla appartiennent à une organisation syndicale contre seulement 14 % à Bogota et 21 % à Medellín. Cependant, beaucoup de syndicats de Barranquilla perdent de leur pouvoir dans les années 1950 : ils sont supplantés par des syndicats ouvriers nationaux situés dans la capitale colombienne.

### Autres conflits internes et internationaux
Au début des années 1910, alors que les tensions vont croissantes, les Allemands constituent la colonie étrangère la plus importante de Barranquilla et y exercent un grand contrôle. La presse de l'époque observe, tout en dédramatisant, le fait, qu'ils y opèrent même des manœuvres militaires. Ainsi, le journal El Diario relate le 16 juin 1914 qu'un détachement de 150 marins allemands visite la ville « en parcourant les rues en formation militaire complète ». Le 30 juin 1914, soit deux jours après l'assassinat de l'archiduc François-Ferdinand d'Autriche, la presse relativise cet évènement tandis qu'elle salue la perspective de créations de nouvelles entreprises et industries. Barranquilla montre peu d'intérêt pour les détails du début du conflit, pour diverses raisons. La ville y voit des possibilités de prospérité contrebalançant les effets négatifs potentiels. De plus, elle montre un profond respect pour le rôle économique que la colonie allemande joue. Bien qu'elle subisse une certaine contraction économique à cause de cette guerre, Barranquilla est la ville colombienne offrant les meilleures possibilités de croissance. Ainsi, la fondation de la Chambre de Commerce de Barranquilla en 1916, la naissance du quartier El Prado et de la compagnie aérienne SCADTA ou encore la construction du bâtiment des douanes en 1919 en sont le résultat.
Lorsque la Seconde Guerre mondiale éclate, Barranquilla doit faire face à ses multiples répercussions. Tout d'abord, la communauté allemande, qui y reste importante, possède un grand pouvoir économique et politique. Elle est cependant confrontée à la réalité de la situation en Europe. Cela attire l'attention des nord-américains qui craignent pour leurs intérêts stratégiques. En effet, les Allemands de Barranquilla y possèdent une base aérienne et sont en position dominante sur le fleuve Magdalena grâce aux investissements de leurs entreprises fluviales. Enfin, ils produisent des sous-marins qui ont pour objectif des incursions dans les Caraïbes. Le 23 juin 1942, un sous-marin allemand coule la goélette colombienne Resolute dans l'archipel de San Andrés, Providencia et Santa Catalina, causant la mort de six civils colombiens tandis que trois autres sont blessés. Des manifestations violentes éclatent à Barranquilla et divers commerces allemands, italiens, suisses et espagnols sont attaqués. Deux jours après ce drame, un décret interdit aux immigrés provenant des trois principaux pays des forces de l'Axe d'habiter à moins de 100 km des côtes dans les départements de l'Atlántico, du Bolívar et du Magdalena.
Le 9 avril 1948, le leader libéral populiste Jorge Eliécer Gaitán est assassiné de trois balles à Bogota par Juan Roa Sierra. Une insurrection armée, appelée Bogotazo et considérée comme le point de départ de La Violencia, éclate alors dans la capitale. Plusieurs émeutes ont également lieu dans d'autres villes du pays. À Barranquilla, le presbytère de l'église Saint-Nicolas de Tolentino est incendié par la foule en colère et tous les documents historiques qui y étaient sont perdus.

### Vie culturelle et religieuse

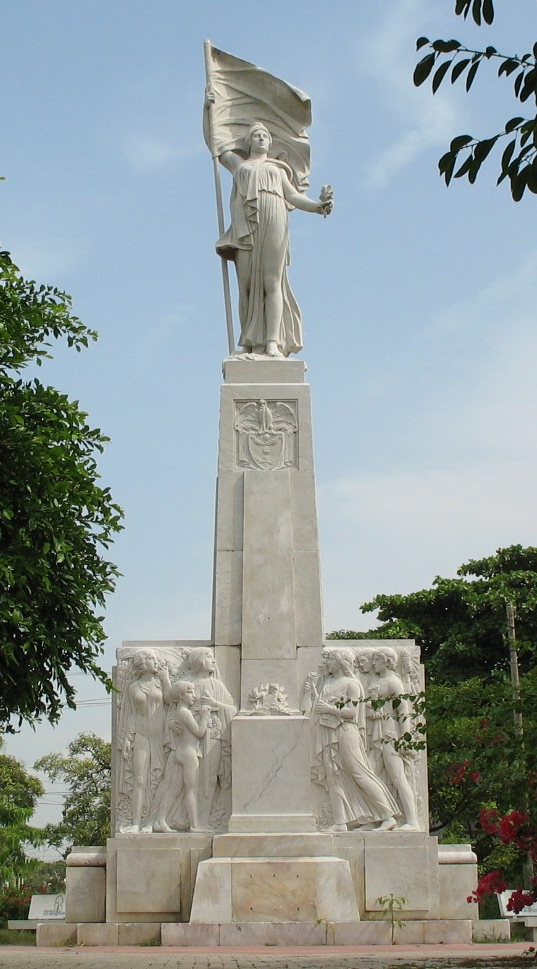
Monument au drapeau, à Barranquilla.

Selon l'historien du cinéma colombien, Luis Alfredo Álvarez, l'activité cinématographique dans le pays débute en 1897 avec l'arrivée du vitascope de Thomas Edison. Ensuite, plusieurs compagnies viennent à Barranquilla lors de la guerre des Mille Jours (1898-1902) présenter des images cinématographiques sur l'Europe. Lors de leur passage dans la ville, les frères italiens Francesco et Vincenzo Di Domenico, arrivés en Colombie en 1910, font découvrir aux habitants plusieurs films français et italiens qu'ils ont importés. En 1914, l'Italien Floro Manco réalise ce qui est considéré comme le premier documentaire indépendant colombien : Carnaval de Barranquilla en 1914.
Barranquilla, via le décret no 1108 de 1925, est la première ville colombienne à appliquer la loi no  28 du 16 février 1925 promulguée par le Congrès instituant le « Jour national du drapeau » (en espagnol : Día Nacional de la Bandera) commémoré chaque 7 août. Ce jour commémore le 7 août 1819, date de la bataille de Boyacá entre les armées espagnoles et patriotes, scellant l'indépendance définitive de la Colombie. Le « monument au drapeau » de Barranquilla, conçu par l'italien Tito Ricci, est réalisé par le sculpteur Marco Tobón Mejía à Paris. Transportée depuis la capitale française jusqu'à Barranquilla sur le bateau à vapeur Colombo, la statue arrive le 14 août 1931 et est inaugurée le 11 novembre de la même année après avoir été installée sur la partie la plus élevée du parc du onze novembre.
Le jazz fait son apparition à Barranquilla en 1921 avec l'Orquesta Panamá Jazz Band présenté dans un club social, le Club ABC. Néanmoins, selon le sociologue Adolfo González Henríquez, au début des années 1920, la musique de la côte n'a pas les faveurs des classes supérieures barranquilleras qui préfèrent les modèles musicaux de la Belle Époque européenne dont elles s'inspirent pour copier la frivolité londonienne ou parisienne du moment. Ce n'est que dans les années 1960 que quelques petits cercles élitistes écoutant des programmes radio dédiés au jazz tels que El Maravilloso Mundo del Jazz commencent à se former. Par ailleurs, même si HJN devient la première station de radio de Colombie le 5 septembre 1929 à Bogota, c'est à Barranquilla que naît le 8 décembre de la même année la première station radiophonique commerciale. Cette station, qui est également la première station à ondes longues et courtes, est créée par Elías Pellet Buitrago sous le nom de HKD avant de devenir La Voz de Barranquilla. C'est à Barranquilla qu'apparaît aussi la première radio FM du pays, 96.1 (Radio Tiempo).
Le 7 juillet 1932, le pape Pie XI crée le diocèse de Barranquilla, par scission de l'archidiocèse de Carthagène des Indes. Luis Calixto Leyva Charry est nommé premier évêque de ce nouveau diocèse un an plus tard. Le Saint-Siège déclare l'église de la paroisse de Saint Nicolas « pro-cathédrale » lors de la création du diocèse de Barranquilla, mais l'incendie qui ravage l'église Saint-Nicolas de Tolentino le 9 avril 1948 l'empêche de jouer ce rôle.

## Deuxième moitié duXXesiècle

### Une croissance démographique en ralentissement
Après l'assassinat de Jorge Eliécer Gaitán le 9 avril 1948 à Bogota, la lutte sanglante entre conservateurs et libéraux entraîne une migration de la population vers les villes côtières. Barranquilla attire alors les commerçants à la recherche d'opportunités commerciales ainsi que les habitants des zones rurales à la recherche d'un emploi. Cependant, le taux de croissance démographique à Barranquilla est plus faible que celui de la majorité des grands centres urbains colombiens, avec un taux moyen de 4,4 % entre 1951 et 1964 contre plus de 6 % pour Cali, Bogota et Medellín pour la même période. Entre 1964 et 1973, ce taux continue de baisser pour Barranquilla, avec une moyenne annuelle de 3,8 % contre plus de 5 % pour les trois autres villes.
Lors du mandat présidentiel de Misael Pastrana entre 1970 et 1974, sa politique dite des « quatre stratégies » (relancer le secteur industriel via le système UPAC entre autres) force la population rurale à migrer vers les villes. Cependant, ces mesures ne parviennent pas à enrayer la baisse du taux de croissance démographique de la capitale de l'Atlántico puisqu'il n'est que de 2,1 % entre 1973 et 1985, toujours inférieur à celui des trois autres grandes villes colombiennes.
À la fin du XXe siècle, le conflit armé colombien est à l'origine de nouveaux flux migratoires provenant notamment des zones rurales de toute la côte Caraïbe.

### Période d'instabilité politique
Barranquilla connaît une période d'instabilité politique entre 1950 et 1988, avec un maire élu tous les deux ans en moyenne. Dans les années 1960, une politique dite de « clientélisme » se met en place, adoptée par la majorité des groupes politiques de la ville.
À partir de 1988, en Colombie, les maires sont élus pour trois ans. Mais, à Barranquilla, les premières élections, appliquant cette réforme constitutionnelle, sont marquées par la fraude électorale : l'élection de Gustavo Certain est déclarée nulle par le Conseil d'État, celle de Jaime Pumarejo étant validée au second vote.
Dès 1991, l'arrivée du religieux Bernardo Hoyos Montoya (es), est un tournant politique pour Barranquilla avec un changement des priorités géographiques. En effet, le nouveau maire favorise dorénavant le sud de la ville au détriment du nord en ce qui concerne les infrastructures routières ou l'aide aux secteurs en difficulté. Malgré l'union de divers groupes politiques et de syndicats contre l'affirmation du mouvement politique de Hoyos Montoya, ce dernier parvient à faire élire en 1995 son protégé, Edgar George, avant de reprendre le pouvoir en 1997. Si l'ensemble de ses actions est considéré comme positif lors de son premier mandat, notamment pour le sud de Barranquilla, son deuxième mandat est entaché par la corruption, la recherche de bénéfices personnels, la négligence dans les procédures institutionnelles au sein de administration ou encore la signature de contrats préjudiciables pour la ville.

### Une économie en crise
Dans les années 1960, Barranquilla est touchée par deux crises. Le déclin industriel vient s'ajouter au déclin commercial dû à la paralysie du port. La ville est, par ailleurs, incapable de faire face à l'immigration massive des agriculteurs des régions les plus pauvres de la côte atlantique qui viennent grossir les rangs des chômeurs. À la fin de cette décennie, Barranquilla est également en butte à des difficultés d'infrastructures tels que ceux des services d'eau, de la santé, de l'éducation ou encore de l'énergie électrique en raison de cette forte migration rurale. Les structures politiques entrent dans un système clientélisme et de corruption, ce qui a des incidences sur le résultat fiscal. De plus, la main d'œuvre provenant des courants migratoires ne peut plus à être absorbée, entraînant un fléchissement de la croissance industrielle. Durant cette période, ni l'administration municipale ni l'administration départementale ne parviennent à trouver des solutions pour enrayer la crise. Par ailleurs, les industriels et commerçants de la ville, qui ne parviennent plus à exercer alors l'influence qu'ils avaient eue par le passé, préfèrent retourner à leurs affaires privées ou essayer de faire face de manière individuelle aux problèmes de leurs entreprises.
En 1974, à la fin de la période du Front national en Colombie, Barranquilla est en pleine crise, marquée par la paupérisation de ses services publics et le pillage de ses finances. De plus, dans les années 1970, l'absence de concurrence et une politique économique nationale protectionniste font fuir les entreprises traditionnelles et les industries locales. Lors de cette décennie, seul le géant industriel dans le secteur de l'engrais, Monómeros Colombo-Venezolanos, parvient à tirer son épingle du jeu, d'autres grandes industries telles que Marisol, Celanese, Cofarma, Ralco et Unial entrant en crise. En 1995, la ville connaît une grave crise financière avec un haut taux d'endettement. De sérieuses carences au niveau des secteurs de la santé et de l'éducation sont constatés et les habitants sont insatisfaits de la couverture de nombreux besoins essentiels.
Barranquilla obtient le statut de « district spécial, industriel et portuaire » grâce à l'acte législatif no 01 du 18 août 1993 selon la Constitution de 1991.

### Développements urbains
Afin d'aider au développement dans la région Caraïbe, le gouvernement colombien décide la construction d'un pont via la loi 113 du 29 décembre 1962,. Un premier contrat pour sa construction sur le río Magdalena est signé par Guillermo León Valencia deux jours avant la fin de son mandat présidentiel, le 5 août 1966. Son successeur, Carlos Lleras Restrepo, révoque le contrat, estimant qu'il existe des incohérences techniques, financières et juridiques. Il signe un nouveau contrat le 1er juillet 1970 pour construire un pont reliant Barranquilla à l'île de Salamanca avec le consortium formé par Cuellar Serrano Gomez Ltda et la société d'ingénierie italienne Lodigiani SA pour un montant de 143 200 000 $ et un délai de construction de 30 mois. Conçue par l'Italien Riccardo Morandi, l'œuvre architecturale est finalement inaugurée le 6 avril 1974 par Misael Pastrana sous le nom de « pont Laureano Gómez ».

### Vie culturelle et religieuse

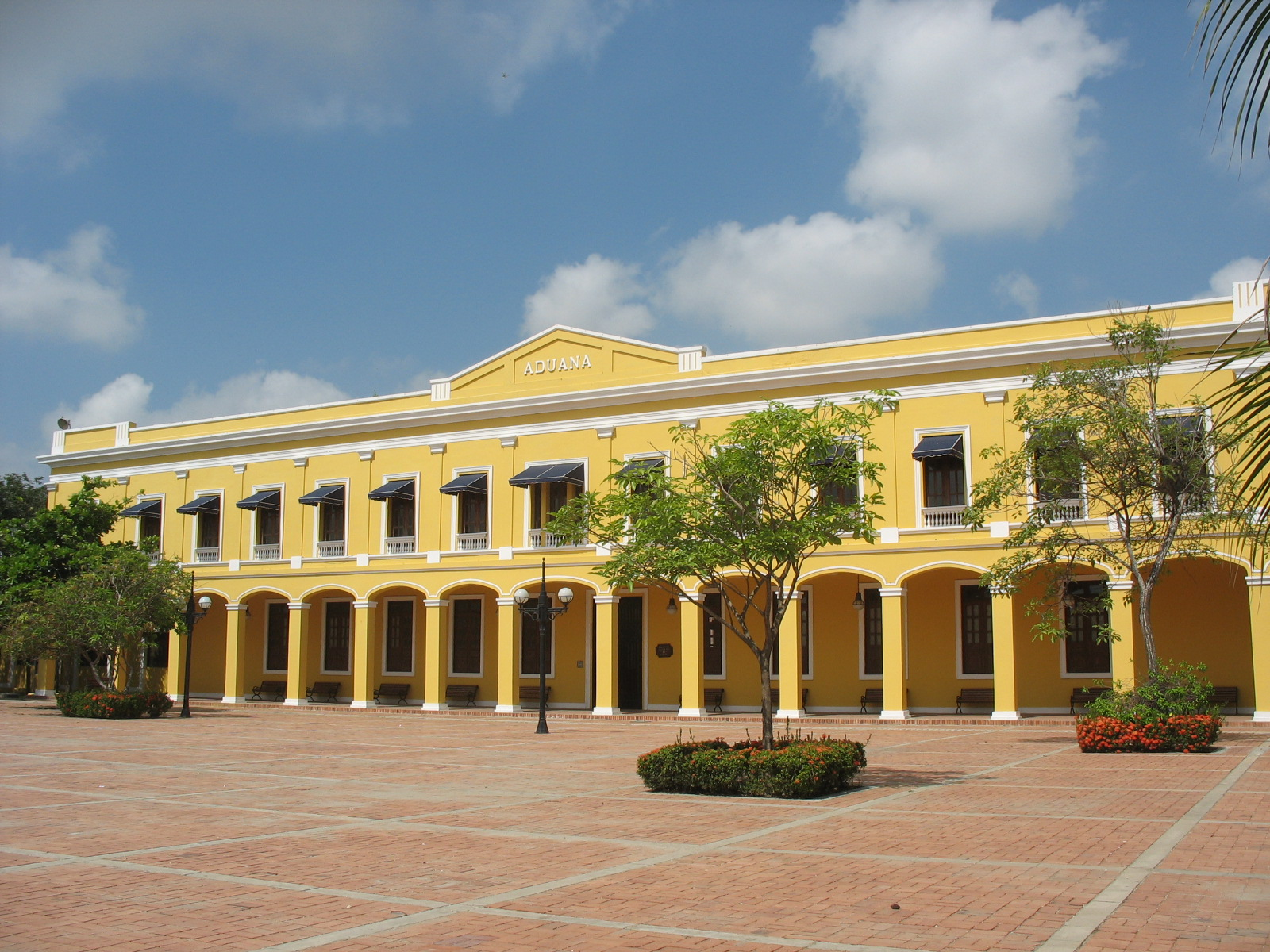
Ancien bâtiment des douanes de Barranquilla, déclaré monument historique en 1984 et devenu le siège des Archives historiques de l'Atlántico.

Un projet de récupération de documents historiques concernant Barranquilla et le département de l'Atlántico a été mené par les étudiants de la faculté d'Éducation de l'université de l'Atlantique. Alberto José de la Espriella Espinosa, après avoir obtenu l'autorisation de la Superintendencia de Notariado y Registro (résolution no 6968 de 1991), leur a remis, le 5 février 1992, 165 actes notariés allant de 1841 à 1878. Ces documents constituent le premier apport aux Archives historiques de l'Atlántico (en espagnol : Archivo Histórico del Atlántico) créées par le décret 117 du 17 mars 1992. D'abord situé au second étage de la Bibliothèque Départementale à Barranquilla, les Archives historiques de l'Atlántico sont déplacées le 3 octobre 1994 dans le bâtiment des anciennes douanes (es).
En 1997, Samuel Minski, Antonio Caballero et Miguel Iriarte, tous trois amateurs de musique et amoureux du jazz, décident de créer un festival international de jazz à Barranquilla. L'objectif est de permettre l'expansion culturelle et musicale de la ville. Grâce au soutien d'entreprises privées et publiques, la première édition de Barranquijazz peut voir le jour dès septembre de la même année. À la suite de cette initiative, plusieurs groupes locaux se forment tandis que les Barranquilleros se familiarisent avec ce style de musique. De plus, selon les dires du batteur Einar Escaf, ce type d'évènement culturel « renforce l'identité cosmopolite de Barranquilla », Barranquijazz attirant aussi bien des groupes nationaux qu'internationaux.

## Début duXXIesiècle
Barranquilla a connu une période d'instabilité économique durant la deuxième moitié du XXe siècle en raison de mesures protectionnistes qui ont touché le commerce international et donc son activité portuaire, ainsi qu'une période de corruption politique. Au début du XXIe siècle, la situation semble évoluer positivement. Ceci est partiellement dû à l'abnégation d'une certaine classe entrepreneuriale soucieuse de la bonne santé de la ville. En effet, en 2000, la crise paralyse l'administration fiscale et empêche l'amélioration du financement des services sociaux. Ainsi, selon un classement s'appuyant sur divers critères (l'encours de la dette ainsi que le pourcentage des revenus utilisés dans les dépenses publiques, les ressources perçues par le système de transferts, les propres recettes de la municipalité, l'investissement et de la capacité d'épargne du district), Barranquilla se situe au 572e rang sur les 1 086 municipalités de 2000, atteignant le 249e rang en 2005.
Avec l'arrivée de l'administration municipale d'Alejandro Char en 2008, l'histoire de Barranquilla connaît un nouveau tournant. En effet, elle met fin aux concessions lourdes accordées aux entreprises parrainées par des paramilitaires, réduit la bureaucratie et parvient à retrouver la confiance des contribuables et des banques. Cela lui permet d'entreprendre des plans ambitieux pour la voirie avec le revêtement des routes dans les quartiers les plus pauvres et la création d'avenues importantes. Le système de santé, qui était l'un des pires du pays, est réformé et devient un modèle tant en termes de couverture que de qualité. Ainsi, les patients bénéficiant d'un régime subventionné peuvent également profiter d'une prise en charge immédiate, aussi bonne voire meilleure que dans les cliniques privées, au contraire des patients de Bogota ayant un faible revenu qui doivent généralement attendre plusieurs heures. Au niveau de l'éducation, entre 2008 et 2013, une centaine d'écoles publiques sont construites ou restaurées tandis que la formation des enseignants est améliorée.
Cependant, malgré de nettes améliorations dans divers secteurs, la sécurité nécessite encore un gros travail même si divers indicateurs connaissent une évolution positive en 2013. En effet, la police doit faire face à des gangs qui se disputent le contrôle de micro-trafics et le corridor de l'exportation de la cocaïne via le río Magdalena mais aussi à des escadrons composés d'anciens paramilitaires.
Au début du XXIe siècle, la capitale de l'Atlántico étend son aura culturelle. En effet, le carnaval de Barranquilla est déclaré « patrimoine culturel de la nation » par la loi no 706 du 26 novembre 2011 par le Congrès de la République de Colombie après avoir été inscrit en 2008 (proposition en 2003) sur la liste représentative du patrimoine culturel immatériel de l'humanité de l'UNESCO. Alors que Barranquilla célèbre en 2013 le bicentenaire de son statut de villa, le bureau international des capitales culturelles la nomme « capitale américaine de la culture 2013 », une première pour une ville colombienne.